# Acrilico (vernice)

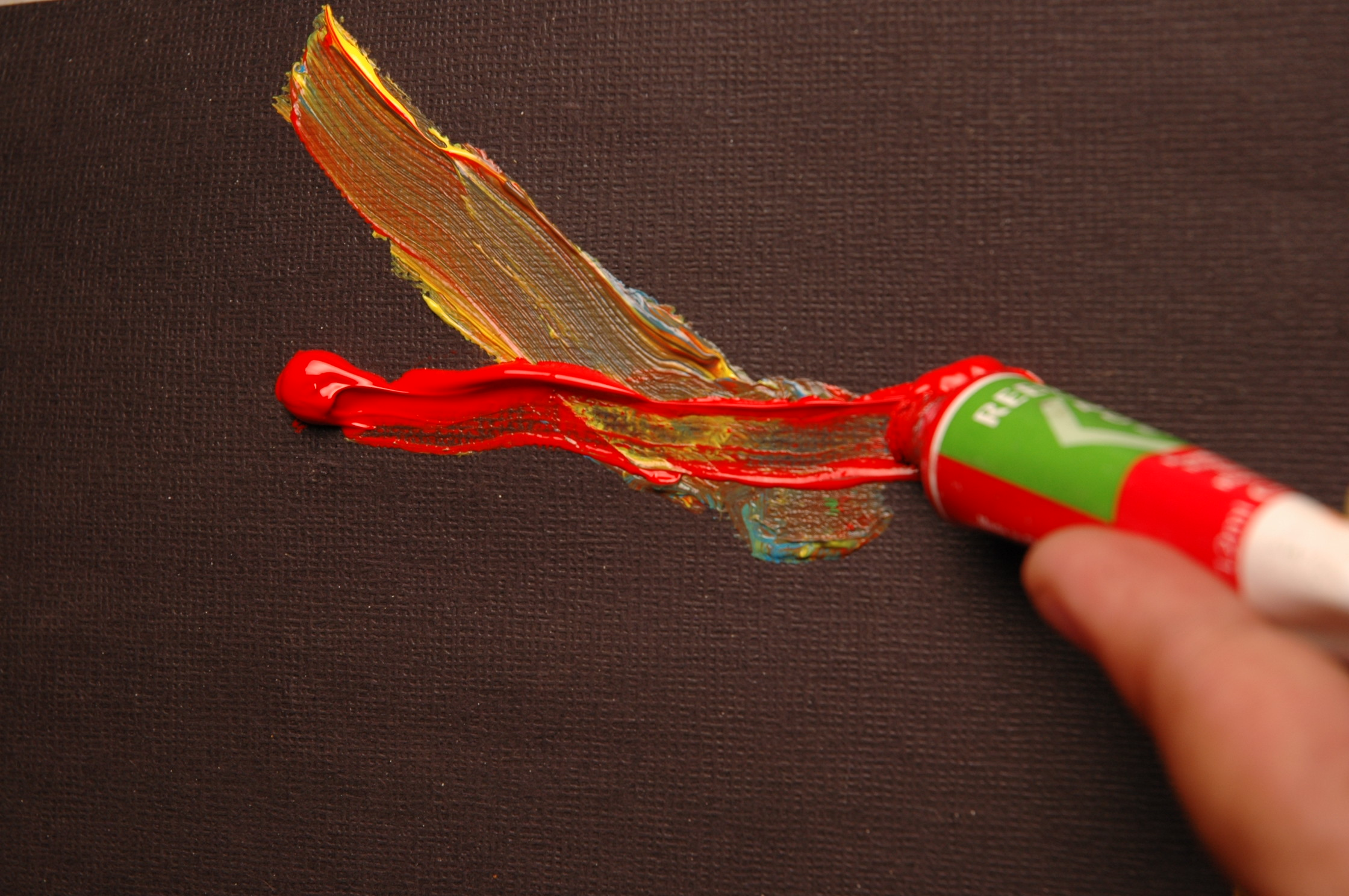
Vernice acrilica in tubetto

Acrilico, chiamata anche comunemente acrilica, è un tipo di vernice molto versatile che può essere usata a corpo con la spatola, a pennello come la pittura ad olio, a spruzzo con pistole per verniciatura, o diluita fino ad ottenere un effetto acquarello. Può essere usata su tutte le superfici, dal legno alla plastica, alla stoffa, al metallo. Si trova in commercio in tubetti o barattoli.
Le vernici acriliche a base d'acqua sono utilizzate come vernici in lattice per la casa, poiché il lattice è il termine tecnico per indicare una sospensione di microparticelle polimeriche in acqua. Le pitture in lattice per interni tendono ad essere una combinazione di legante (a volte acrilico, vinile, polivinilacetato e altri), riempitivo, pigmento e acqua. Anche le vernici in lattice per gli esterni domestici possono essere una miscela di copolimeri, ma le migliori vernici per esterni a base d'acqua sono acriliche al 100% per via della loro elasticità e di altri fattori. Il vinile, tuttavia, costa la metà rispetto alle resine acriliche al 100% e il polivinilacetato (PVA) è ancora più economico, quindi le aziende di vernici ne fanno molte combinazioni diverse per adattarsi al mercato.

## Storia
A Otto Röhm si deve l'invenzione della resina acrilica, che è stata presto trasformata in vernice acrilica. Già nel 1934, fu sviluppata dall'azienda chimica tedesca BASF la prima dispersione di resina acrilica utilizzabile, brevettata da Rohm and Haas. La vernice sintetica è stata utilizzata per la prima volta negli anni '40, combinando alcune delle proprietà dell'olio e dell'acquerello. Tra il 1946 e il 1949, Leonard Bocour e Sam Golden inventarono una soluzione di vernice acrilica con il marchio "Magna paint". Queste erano vernici a base di acquaragia minerale.
Le vernici acriliche a base d'acqua sono state in seguito vendute come pitture al lattice per la casa.
Subito dopo l'introduzione dei leganti acrilici a base d'acqua come pitture per la casa, artisti e aziende hanno iniziato a esplorare il potenziale dei nuovi leganti. Diego Rivera, David Alfaro Siqueiros e José Clemente Orozco furono i primi a sperimentare con la pittura acrilica. Questo perché erano rimasti molto colpiti dalla durata della vernice. Per questo motivo, nel 1953, artisti e aziende iniziarono a produrre Politec Acrylic Artists' Colors in Messico. Secondo il quotidiano The Times, Lancelot Ribeiro ha aperto la strada all'uso di colori acrilici nel Regno Unito a causa della sua "crescente impazienza", negli anni '60, per il tempo impiegato dai colori ad olio ad asciugare, così come anche per la sua "mancanza di brillantezza nel suo potenziale cromatico". Ha adottato le nuove basi in plastica sintetica che le vernici commerciali stavano iniziando a utilizzare e presto ha ottenuto l'aiuto di produttori come ICI, Courtaulds e Geigy. Le aziende gli hanno fornito campioni delle loro ultime vernici in quantità che stava usando tre decenni dopo, secondo il giornale. Inizialmente, le aziende pensavano che i composti PVA non sarebbero stati necessari in quantità commercialmente valide. Ma hanno subito riconosciuto la potenziale domanda e "così Ribeiro è diventato il padrino di generazioni di artisti che utilizzavano gli acrilici come alternativa agli oli".
Nel 1956, José L. Gutiérrez produsse Politec Acrylic Artists' Colors in Messico, e Henry Levison, della Permanent Pigments Co., con sede a Cincinnati, produsse i colori Liquitex. Queste due linee di prodotti furono le prime vernici per artisti in emulsione acrilica, con le moderne vernici ad alta viscosità che divennero disponibili all'inizio degli anni '60. Nel frattempo, dall'altra parte del globo, il 1958 vide la nascita di Vynol Paints Pty Ltd (poi Derivan) in Australia, che iniziò a produrre un acrilico per artisti a base d'acqua chiamato Vynol Colour, seguito da Matisse Acrylics negli anni '60. In seguito a tale sviluppo, Golden ha inventato una vernice acrilica a base d'acqua chiamata "Aquatec". Nel 1963, George Rowney (parte di Daler-Rowney dal 1983) è stato il primo produttore a introdurre vernici acriliche per artisti in Europa, con il marchio "Cryla".

## Dipingere con gli acrilici
I pittori acrilici possono modificare l'aspetto, la durezza, la flessibilità, la consistenza e altre caratteristiche della superficie pittorica utilizzando mezzi acrilici o semplicemente aggiungendo acqua. Anche i pittori ad acquerello e ad olio usano vari mezzi, ma la gamma di mezzi acrilici è molto più ampia. Gli acrilici hanno la capacità di legarsi a molte superfici diverse e i medium possono essere utilizzati per modificare le loro caratteristiche leganti. Gli acrilici possono essere utilizzati su carta, tela e una vasta gamma di altri materiali; tuttavia, il loro utilizzo su legni ingegnerizzati come i pannelli di fibra a media densità può essere problematico a causa della natura porosa di tali superfici. In questi casi, si consiglia di sigillare prima la superficie con un sigillante appropriato. Il processo di sigillatura della pittura acrilica si chiama verniciatura. Gli artisti usano vernici rimovibili sopra il rivestimento isolante per proteggere i dipinti da polvere, raggi UV, graffi, ecc. Questo processo è simile alla verniciatura di un dipinto a olio.
Gli acrilici possono essere applicati in strati sottili o lavaggi per creare effetti che ricordano gli acquerelli e altri mezzi a base d'acqua. Possono anche essere usati per costruire strati spessi di vernice: il gel e la pasta per modellare sono talvolta usati per creare dipinti con elementi in rilievo. Le vernici acriliche sono utilizzate anche in hobby come treni, automobili, case, progetti fai-da-te e modelli umani. Le persone che realizzano tali modelli usano la vernice acrilica per costruire i tratti del viso sulle bambole o dettagli in rilievo su altri tipi di modelli. La vernice acrilica bagnata viene facilmente rimossa dai pennelli e dalla pelle con acqua, mentre le pitture ad olio richiedono l'uso di un idrocarburo.
Gli acrilici sono le vernici più comuni utilizzate nel grattage, una tecnica surrealista che iniziò ad essere utilizzata con l'avvento di questo tipo di pittura. Gli acrilici sono usati per questo scopo perché si raschiano o si staccano facilmente da una superficie.

### Tecniche di pittura
I colori per artisti acrilici possono essere diluiti con acqua o mezzo acrilico e usati come lavaggi alla maniera dei colori ad acquerello, ma a differenza dell'acquerello i lavaggi non sono reidratabili una volta asciutti. Per questo motivo, gli acrilici non si prestano alle tecniche di sollevamento del colore dei colori ad acquerello a base di gomma arabica. Invece, la vernice viene applicata a strati, a volte diluendo con acqua o mezzo acrilico per consentire agli strati sottostanti di trasparire parzialmente. L'uso di un mezzo acrilico conferisce alla vernice un aspetto più ricco e lucido, mentre l'uso dell'acqua rende la vernice più simile all'acquerello e ha una finitura opaca.
Le vernici acriliche con finiture lucide o opache sono comuni, sebbene una lucentezza satinata (semi-opaca) sia più comune. Alcuni marchi espongono una gamma di finiture (ad esempio vernici a corpo pesante di Golden, Liquitex, Winsor & Newton e Daler-Rowney); Gli acrilici Politec sono completamente opachi. Come per gli oli, la quantità di pigmento e la dimensione o la forma delle particelle possono influenzare la lucentezza della vernice. Gli agenti opacizzanti possono anche essere aggiunti durante la produzione per opacizzare la finitura. Se lo si desidera, l'artista può mescolare diversi supporti con i propri colori e utilizzare finiture o vernici per alterare o unificare la lucentezza.
Una volta asciutta, la vernice acrilica è generalmente non rimovibile da una superficie solida se aderisce alla superficie. L'acqua oi solventi delicati non lo ri-solubilizzano, sebbene l'alcool isopropilico possa staccare alcune pellicole di vernice fresche. Il toluene e l'acetone possono rimuovere le pellicole di vernice, ma non sollevano molto bene le macchie di vernice e non sono selettivi. L'uso di un solvente per rimuovere la vernice può comportare la rimozione di tutti gli strati di vernice (gesso acrilico, eccetera). Gli oli e l'acqua calda e saponata possono rimuovere la vernice acrilica dalla pelle. La vernice acrilica può essere rimossa da superfici in plastica non porose, come miniature o modelli utilizzando determinati prodotti per la pulizia come Dettol (contenente cloroxilenolo 4,8% v/w).
È necessario utilizzare un collante acrilico per preparare la tela in preparazione alla pittura con colori acrilici, per prevenire lo scolorimento indotto dal supporto (SID - Support Induced Discoloration). La vernice acrilica contiene tensioattivi che possono rimuovere lo scolorimento da una tela grezza, specialmente nelle aree trasparenti smaltate o traslucide gelificate. Il gesso da solo non fermerà SID; è necessario applicare un collante prima di utilizzare un gesso.
La viscosità dell'acrilico può essere ridotta con successo utilizzando idonei estensori che mantengono l'integrità del film di vernice. Esistono ritardanti per rallentare l'asciugatura e prolungare il tempo di lavorabilità e rilasci di flusso per aumentare la capacità di miscelazione del colore.

## Proprietà

### Gradi
Le vernici acriliche commerciali sono disponibili in due gradi dai produttori:
- Gli acrilici per artisti (acrilici professionali) sono creati e progettati per resistere alle reazioni chimiche dovute all'esposizione all'acqua, alla luce ultravioletta e all'ossigeno[28]. Gli acrilici di livello professionale hanno la maggior parte dei pigmenti, il che consente una maggiore manipolazione del mezzo e limita lo spostamento del colore se miscelato con altri colori o dopo l'asciugatura[29][30].
- Gli acrilici per studenti hanno caratteristiche di lavoro simili agli acrilici per artisti, ma con concentrazioni di pigmenti inferiori, formule meno costose e meno colori disponibili. I pigmenti più costosi sono generalmente replicati dalle tonalità. I colori sono progettati per essere miscelati anche se l'intensità del colore è inferiore. Le tonalità potrebbero non avere esattamente le stesse caratteristiche di miscelazione dei colori pieni[29][30].

### Varietà
- Gli acrilici pesanti si trovano tipicamente nelle vernici per artisti e studenti. "Heavy Body" si riferisce alla viscosità o allo spessore della vernice. Sono la scelta migliore per impasti o applicazioni di pittura più pesanti e manterranno un pennello o un colpo di coltello e persino un picco medio rigido. I Gel Medium ("vernici senza pigmenti") sono disponibili anche in varie viscosità e utilizzati per addensare o diluire le vernici, nonché per estendere le vernici e aggiungere trasparenza[31]. 
  - Esempi di Acrilici Heavy Body sono i Colori Acrilici Matisse Structure, gli Acrilici Lukas Pastos, gli Acrilici Liquitex Heavy Body e gli Acrilici Golden Heavy Body.
- Gli acrilici a media viscosità - acrilici fluidi, acrilici Soft body o acrilici High Flow - hanno una viscosità inferiore ma generalmente la stessa pigmentazione degli acrilici Heavy Body. Disponibile in qualità Artist o Craft, il costo e la qualità variano di conseguenza. Queste vernici sono ottime per le tecniche dell'acquerello, l'applicazione dell'aerografo o quando si desidera una copertura uniforme. Gli acrilici fluidi possono essere miscelati con qualsiasi mezzo per addensarli per lavori di impasto o per diluirli per applicazioni di velatura[32]. 
  - Esempi di acrilici fluidi includono Lukascryl Liquid, Lukascryl Studio, Liquitex Soft Body e gli acrilici Golden Fluid.
- Gli acrilici aperti sono stati creati per affrontare l'unica grande differenza tra i colori ad olio e quelli acrilici: il tempo ridotto necessario per asciugare i colori acrilici. Progettate da Golden Artist Colors, Inc. con una resina acrilica idrofila, queste vernici possono richiedere da poche ore a pochi giorni, o addirittura settimane, per asciugarsi completamente, a seconda dello spessore della vernice, delle caratteristiche del supporto, della temperatura e dell'umidità[33].
- I colori acrilici iridescenti, perlati e ad interferenza combinano pigmenti convenzionali con mica in polvere (silicato di alluminio[34]) o bronzo in polvere per ottenere effetti visivi complessi. I colori hanno caratteristiche luccicanti o riflettenti, a seconda della grossolanità o della finezza della polvere. I colori iridescenti sono usati nelle belle arti e nell'artigianato.
- Il guazzo acrilico è come il guazzo tradizionale perché si asciuga fino a ottenere una finitura opaca e opaca. Tuttavia, a differenza del guazzo tradizionale, il legante acrilico lo rende resistente all'acqua una volta che si asciuga[35]. Come la vernice artigianale, aderirà a una varietà di superfici, non solo tela e carta. Questa vernice è tipicamente utilizzata da acquarellisti, fumettisti o illustratori e per applicazioni decorative o di arte popolare.
  - Esempi di guazzo acrilico sono Lascaux Gouache e Turner Acryl Gouache.
- Gli acrilici artigianali possono essere utilizzati su superfici oltre alla tela, come legno, metallo, tessuti[36] e ceramica. Sono utilizzati nelle tecniche pittoriche decorative e nelle finte finiture per decorare oggetti della vita ordinaria. Sebbene i colori possano essere mescolati, i pigmenti spesso non sono specificati. Ogni linea colore è invece formulata per ottenere una vasta gamma di colori premiscelati. Le vernici artigianali di solito impiegano resine viniliche o PVA per aumentare l'adesione e ridurre i costi.
- Gli acrilici interattivi sono colori per artisti acrilici per tutti gli usi che hanno la caratteristica natura ad asciugatura rapida degli acrilici per artisti, ma sono formulati per consentire agli artisti di ritardare l'asciugatura quando hanno bisogno di più tempo di lavoro o di bagnare nuovamente il loro lavoro quando desiderano una miscelazione più bagnata.
- Gli acrilici per esterni sono vernici in grado di resistere alle condizioni esterne. Come gli acrilici artigianali, aderiscono a molte superfici. Sono più resistenti sia all'acqua che alla luce ultravioletta. Questo li rende l'acrilico preferito per murales architettonici, insegne per esterni e molte tecniche di finta finitura (ossia finiture di pittura decorativa che replicano l'aspetto di materiali come marmo, legno o pietra[37]).
- La vernice acrilica per vetro è a base d'acqua e semipermanente, il che la rende una vernice adatta per esposizioni temporanee su finestre di vetro[38].
- La vernice acrilica a smalto crea un guscio liscio e duro. Può essere cotto al forno o essiccato all'aria. Può essere permanente se tenuto lontano da condizioni difficili come il lavaggio dei piatti[38].

### Differenze tra colori acrilici e ad olio
Il veicolo e il legante delle pitture ad olio è l'olio di lino (o un altro olio essiccante), mentre la vernice acrilica ha l'acqua come veicolo per un'emulsione (sospensione) di polimero acrilico, che funge da legante. Pertanto, si dice che la pittura ad olio sia "a base di olio", mentre la pittura acrilica è "a base d'acqua".
La principale differenza pratica tra la maggior parte degli acrilici e dei colori ad olio è il tempo di asciugatura intrinseco. Gli oli consentono più tempo per sfumare i colori e applicare smalti uniformi sulle pitture di fondo. Questo aspetto di essiccazione lenta dell'olio può essere visto come un vantaggio per alcune tecniche, ma impedisce a un artista di lavorare rapidamente. La rapida evaporazione dell'acqua dai normali film di vernice acrilica può essere rallentata con l'uso di ritardanti acrilici. I ritardanti sono generalmente additivi a base di glicole o glicerina. L'aggiunta di un ritardante rallenta la velocità di evaporazione dell'acqua.
I colori ad olio possono richiedere l'uso di solventi come ragia minerale o trementina per diluire la vernice e pulire. Questi solventi hanno generalmente un certo livello di tossicità e possono essere ritenuti discutibili. Relativamente di recente, sono stati sviluppati colori ad olio miscibili con acqua per uso artistico. I film di pittura ad olio possono gradualmente ingiallire e perdere la loro flessibilità nel tempo creando crepe nel film di vernice; la regola "grasso su magro" deve essere rispettata per garantirne la durata.
La pittura ad olio ha un carico di pigmenti maggiore rispetto alla pittura acrilica. Poiché l'olio di semi di lino contiene una molecola più piccola della pittura acrilica, la pittura ad olio è in grado di assorbire sostanzialmente più pigmento. L'olio fornisce un indice di rifrazione meno chiaro delle dispersioni acriliche, che conferisce un "aspetto e una sensazione" unici al film di vernice risultante. Non tutti i pigmenti dei colori ad olio sono disponibili negli acrilici e viceversa, poiché ogni supporto ha sensibilità chimiche diverse. Alcuni pigmenti storici sono sensibili agli alcali e quindi non possono essere realizzati in un'emulsione acrilica; altri sono semplicemente troppo difficili da formulare. Le formulazioni di colore "tonalità" approssimative, che non contengono i pigmenti storici, sono tipicamente offerte come sostituti.
A causa della natura più flessibile della vernice acrilica e del tempo di asciugatura più costante tra gli strati, un artista non deve seguire le stesse regole della pittura a olio, dove deve essere applicato più mezzo a ogni strato per evitare crepe. Di solito occorrono 10-20 minuti per asciugare uno o due strati di vernice acrilica, a seconda della marca, della qualità e dei livelli di umidità dell'ambiente circostante. Alcuni gradi professionali di vernice acrilica possono richiedere 20-30 minuti o anche più di un'ora. Sebbene la tela debba essere adeguatamente innescata prima di dipingere con oli per evitare che il mezzo pittorico marcisca alla fine la tela, l'acrilico può essere tranquillamente applicato direttamente sulla tela. La rapida essiccazione della vernice acrilica tende a scoraggiare la miscelazione del colore e l'uso della tecnica alla prima come nella pittura a olio. Anche se i ritardanti acrilici possono rallentare il tempo di asciugatura fino a diverse ore, rimane un mezzo ad asciugatura relativamente rapida e l'aggiunta di troppo ritardante acrilico può impedire alla vernice di asciugarsi correttamente.
Contemporaneamente, la vernice acrilica è molto elastica, il che impedisce il verificarsi di crepe. Il legante della vernice acrilica è un'emulsione polimerica acrilica: quando questo legante si asciuga, la vernice rimane flessibile.
Un'altra differenza tra i colori ad olio e quelli acrilici è la versatilità offerta dai colori acrilici. Essi sono molto utili nelle tecniche miste, consentendo l'uso di pastelli (olio e gesso), carboncino e penna (tra gli altri) sopra la superficie dipinta acrilica essiccata. È possibile mescolare altri corpi nell'acrilico: sabbia, riso e persino pasta possono essere incorporati nell'opera d'arte. È possibile miscelare vernice acrilica per artisti o studenti con emulsioni acriliche domestiche, consentendo l'uso di tinte premiscelate direttamente dal tubo o dalla latta, e offrendo così al pittore una vasta gamma di colori a sua disposizione. Questa versatilità è illustrata anche dalla varietà di usi artistici aggiuntivi per gli acrilici. Gli acrilici specializzati sono stati prodotti e utilizzati per la stampa a blocchi di linoleum (l'inchiostro da stampa a blocchi acrilici è stato prodotto da Derivan dall'inizio degli anni '80), face painting, aerografia, tecniche simili all'acquerello e serigrafia su tessuto.
Un'altra differenza tra olio e vernice acrilica è la pulizia. La vernice acrilica può essere rimossa da un pennello con qualsiasi sapone, mentre la pittura ad olio ha bisogno di un tipo specifico per essere sicuro di eliminare tutto l'olio dai pennelli. Inoltre, è più facile lasciare asciugare una tavolozza con pittura ad olio e poi grattare via la vernice, mentre si può pulire facilmente la vernice acrilica bagnata con acqua.

### Differenza tra vernice acrilica e acquerello
La più grande differenza è che la vernice acrilica è opaca, mentre la pittura ad acquerello è di natura traslucida. Gli acquerelli impiegano dai 5 ai 15 minuti per asciugarsi, mentre gli acrilici impiegano dai 10 ai 20 minuti. Per cambiare il tono o la sfumatura di un pigmento ad acquerello, si deve variare la percentuale di acqua mescolata al colore. Per ottenere colori più luminosi si deve aggiungere più acqua. Per ottenere colori più scuri si deve aggiungere meno acqua. Per creare colori più chiari o più scuri con i colori acrilici si deve aggiungere il bianco o il nero.
Un'altra differenza è che gli acquerelli devono essere dipinti su una superficie porosa, principalmente carta per acquerello. Le vernici acriliche possono essere utilizzate su molte superfici diverse.
Sia l'acrilico che l'acquerello sono facili da pulire con acqua. La vernice acrilica deve essere pulita con acqua e sapone subito dopo l'uso. La pittura ad acquerello può essere pulita solo con acqua.

## Galleria d'immagini

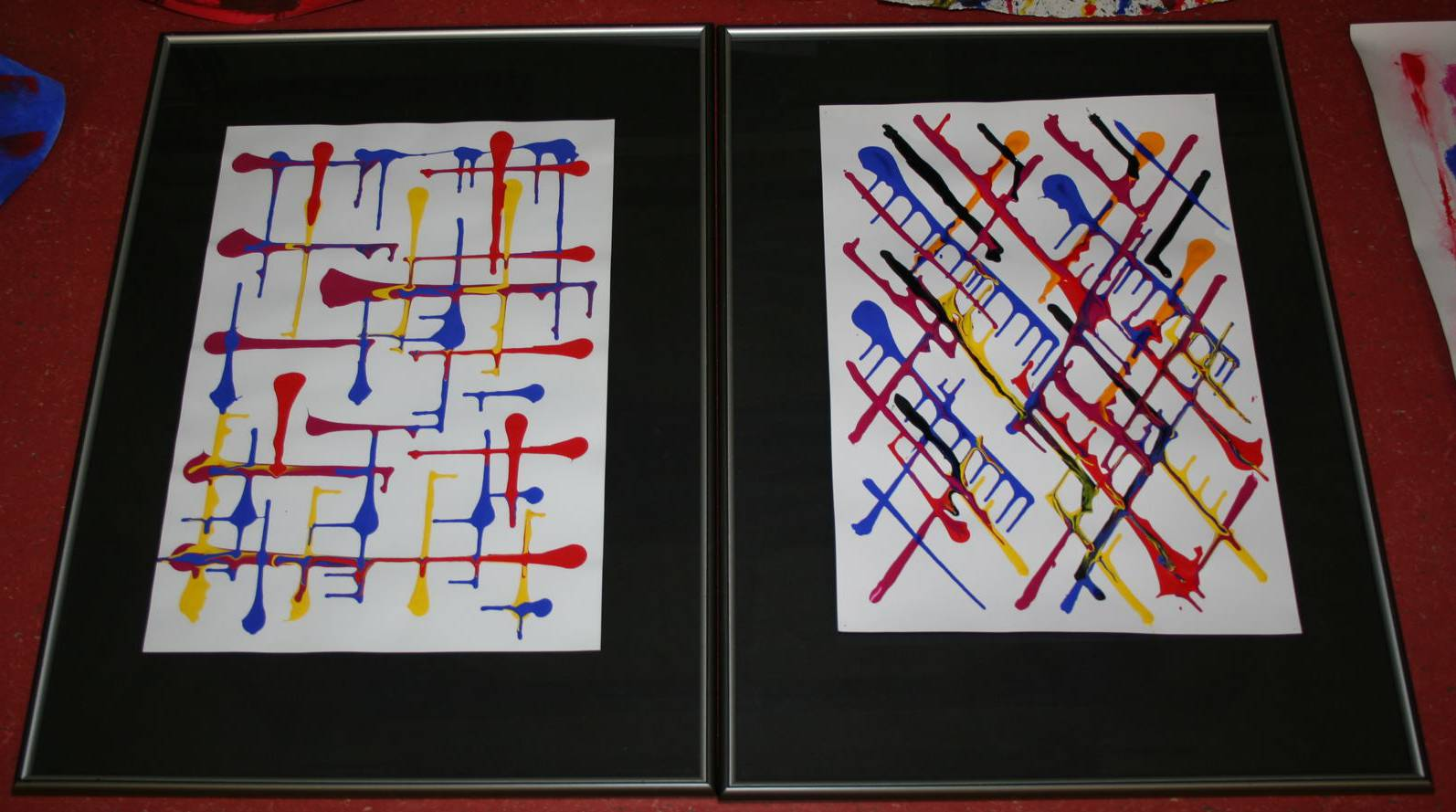
Immagini sperimentali con vernice acrilica.
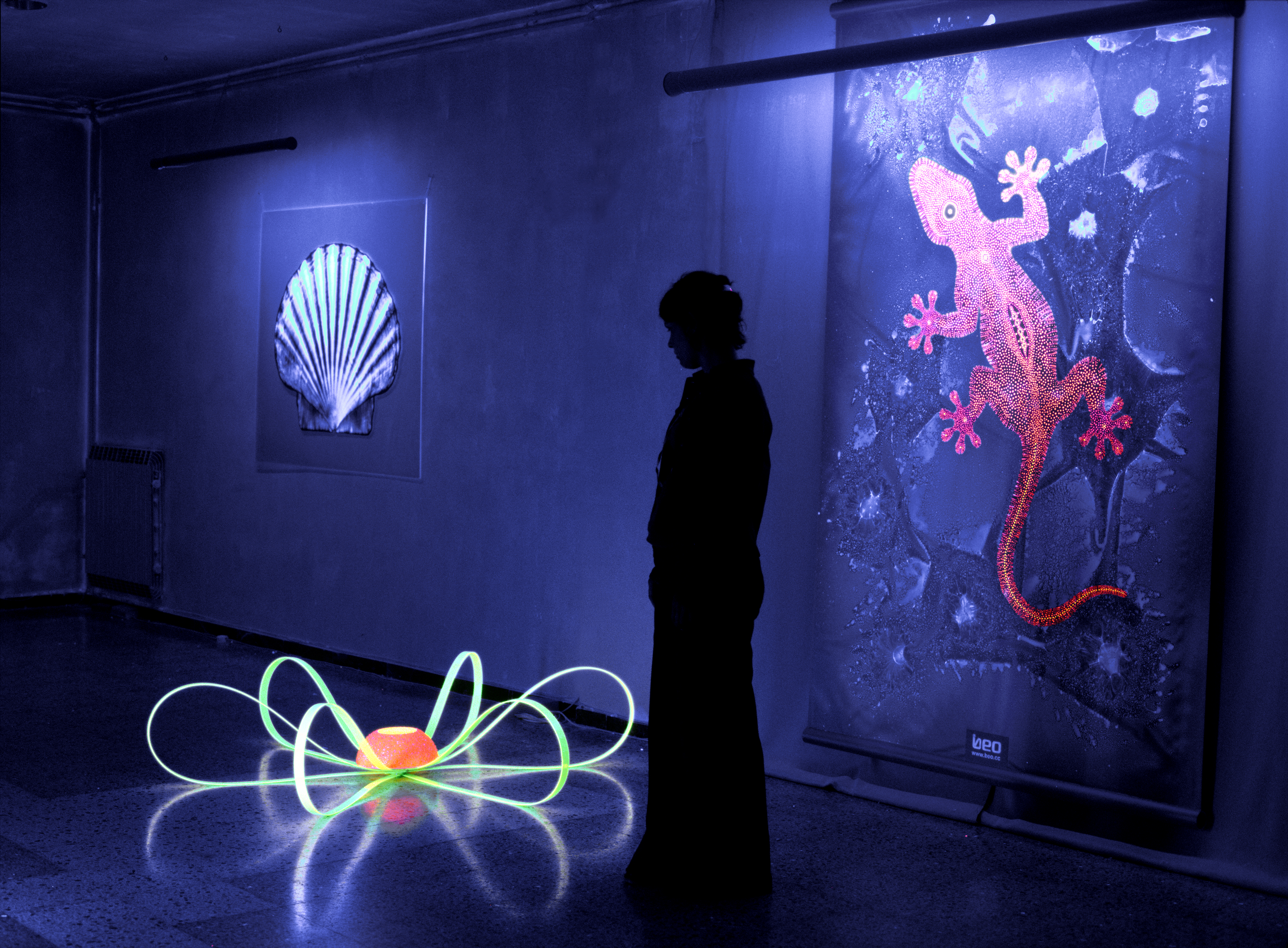
Vernici acriliche fluorescenti illuminate da luce UV. Dipinti di Beo Beyond.
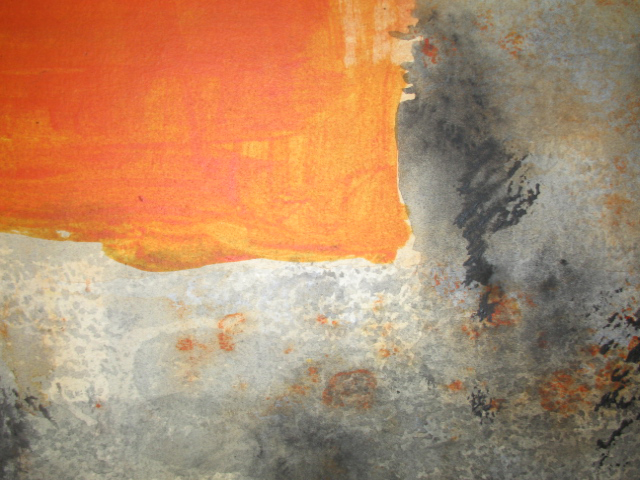
Particolare della pittura acrilica che mostra finiture che ricordano sia l'olio che l'acquerello.
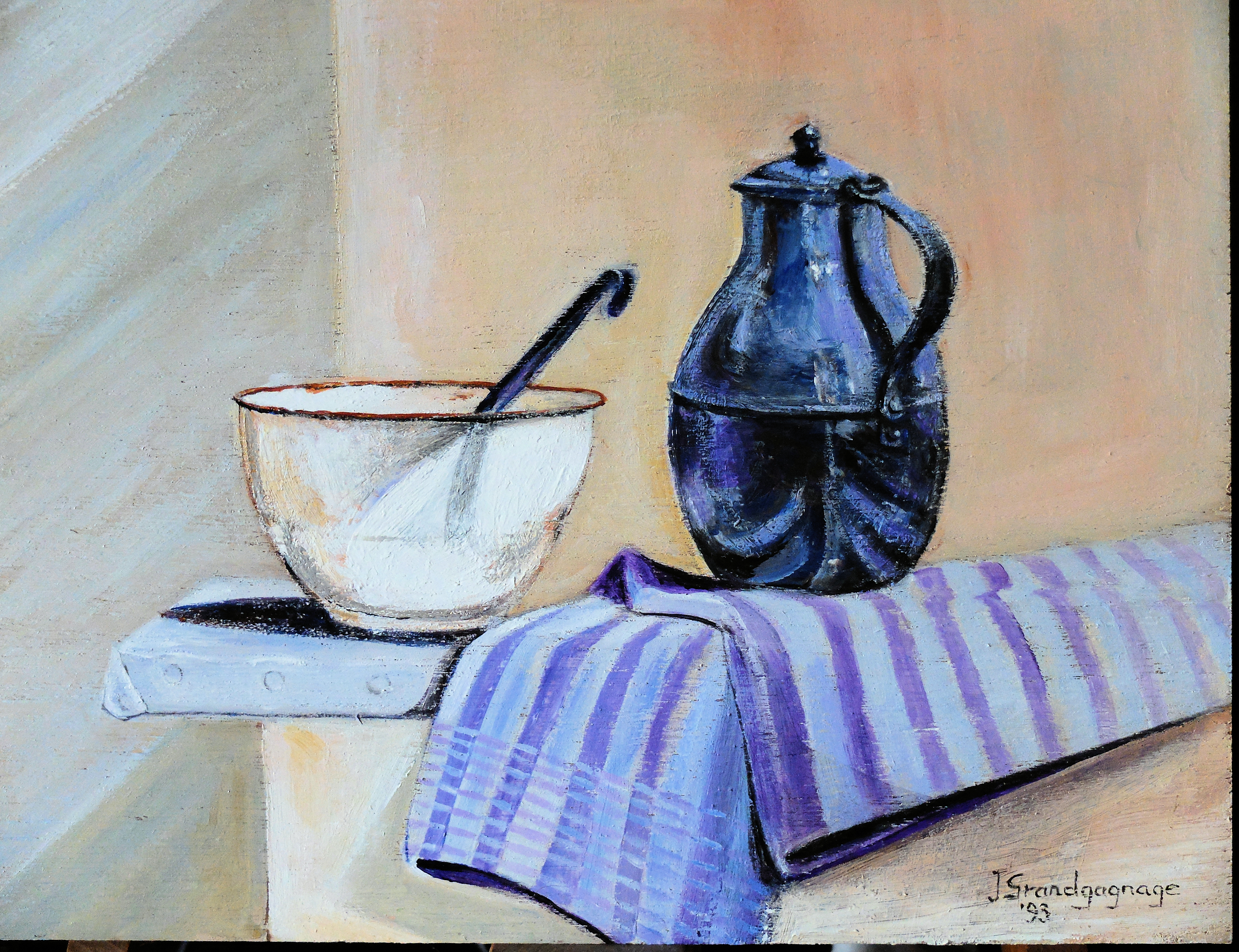
Esempio di tecnica di fusione con acrilici. Dipinto su tavola di legno.
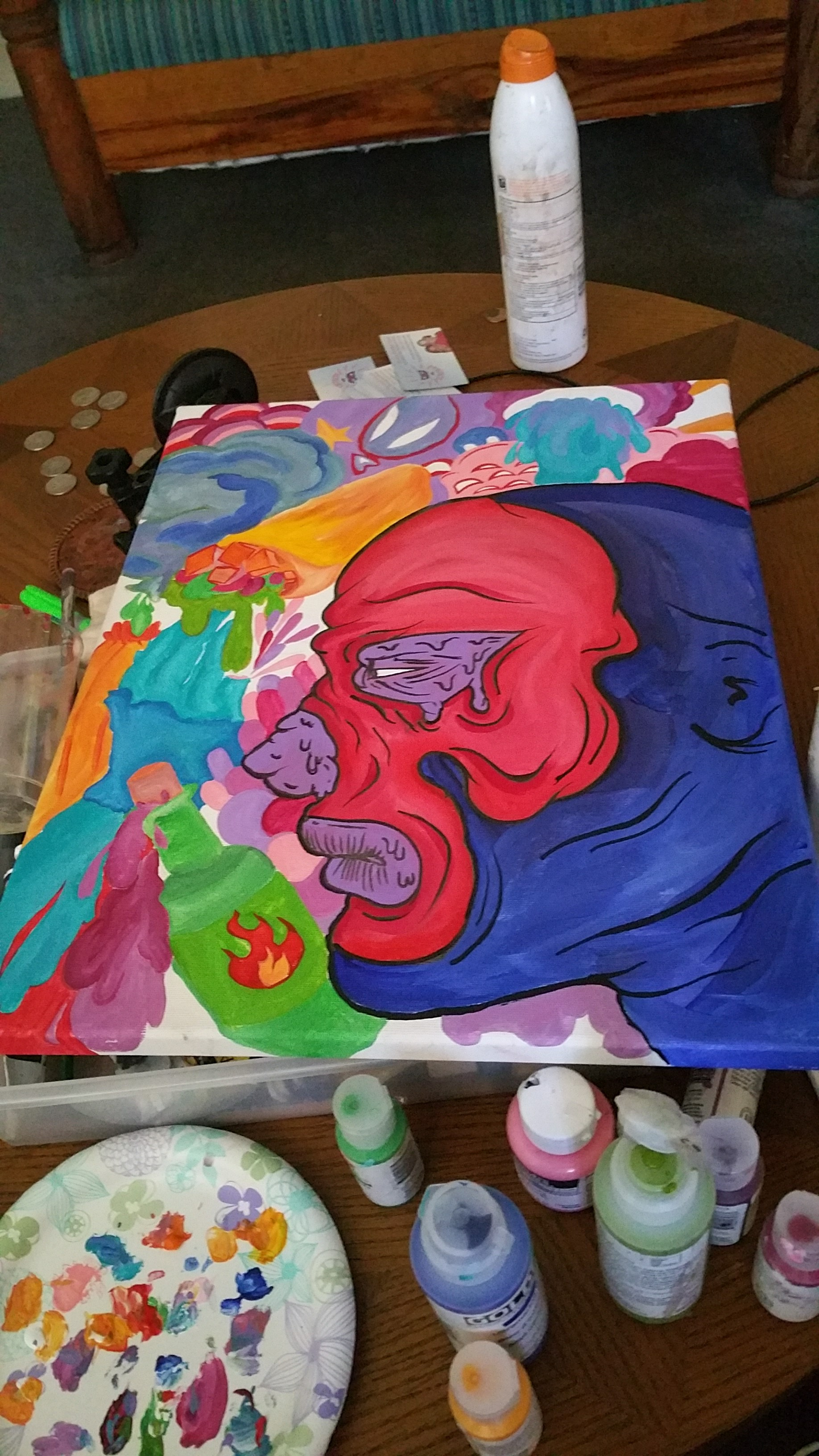
Una dimostrazione di miscelazione con vernice acrilica. Non sono stati utilizzati rallentatori.